# Übereinkommen zur Regelung bestimmter Fragen in Bezug auf Berlin
Das Übereinkommen zur Regelung bestimmter Fragen in bezug auf Berlin vom 25. September 1990, kurz Berlin-Übereinkommen, wurde zwischen der damaligen Bundesrepublik Deutschland und den drei Westalliierten USA, Großbritannien und Frankreich im Zusammenhang mit dem Zwei-plus-Vier-Vertrag geschlossen. Es trat am 3. Oktober 1990 vorläufig (aufgrund der Suspendierung der alliierten Vorbehaltsrechte, wodurch am selben Tag die Wiedergewinnung der staatlichen Einheit mit der Wiedererlangung der staatlichen Souveränität zusammenfiel) und am 13. September 1994 endgültig in Kraft. Zum Zeitpunkt des Inkrafttretens des Berlin-Übereinkommens hatte der Zwei-plus-Vier-Vertrag somit noch keine Rechtskraft entfaltet.
Berlin war zu Zeiten der deutschen Teilung offiziell weder Bestandteil der Bundesrepublik – auch wenn diese der Auffassung war, zumindest West-Berlin (im Grundgesetz a. F. „Groß-Berlin“ genannt) sei schon seit jeher ein Bundesland gewesen, das auch mit Ausnahmen von bundesdeutscher Seite so behandelt worden ist (siehe Berlin-Frage) – noch der DDR (obwohl die Sowjetunion es duldete, dass Ost-Berlin als Hauptstadt der DDR diente), sondern unterlag als Viersektorenstadt einem besonderen völkerrechtlichen Status unter der Kontrolle der Alliierten Kommandantur.
Da infolge der deutschen Wiedervereinigung und des Zwei-plus-Vier-Vertrages Deutschland als Ganzes – und somit auch Berlin – wieder souverän wurde, musste auch der Sonderstatus von Berlin enden. Allerdings wurde in dem Übereinkommen geregelt, dass Angelegenheiten, die die in Berlin stationierten Truppen der Westalliierten betrafen und die vor dem 3. Oktober 1990 eingetreten waren, nur eingeschränkt deutscher Gerichtsbarkeit unterliegen und Deutschland auch auf Entschädigungsansprüche für Handlungen oder Unterlassungen, die die Westalliierten vor der Wiedervereinigung begangen haben, verzichtet.